# Industriestraße Nord
Die Industriestraße Nord ist eine 5,6 Kilometer lange, durchgängig vierspurig und meist kreuzungsfrei ausgebaute Schnellstraße in Salzgitter, die den Nordwesten der Stadt mit dem Nordosten und damit den größten Stadtteil Lebenstedt sowie die A 39 mit dem drittgrößten Stadtteil Thiede, dem nördlichen Industriegebiet (Salzgitter AG, Volkswagenwerk Salzgitter), dem Hafen und den sogenannten Kanaldörfern verbindet. Zusammen mit der Nord-Süd-Straße und der Industriestraße Mitte sowie der Kanalstraße gehört sie zu den wichtigen überörtlichen Straßen in Salzgitter.
Die Industriestraße Nord ist ein Teil der insgesamt 8,9 Kilometer langen, durchgängig vierstreifigen Kreisstraße 39, die im Westen auch durch das Stadtgebiet von Lebenstedt führt, dort aber den Namen Ludwig-Erhard-Straße trägt und nicht kreuzungsfrei ausgebaut ist.

## Verlauf

### Gebiet Lebenstedt
Die Kreisstraße 39 beginnt als Ludwig-Erhard-Straße im Norden Lebenstedts östlich des Salzgittersees. Sie geht dort aus der Albert-Schweitzer-Straße (L 472) hervor, die bereits im Süden an der Kreuzung Konrad-Adenauer-Straße (Kreisstraße 30)/Willy-Brandt-Straße beginnt und somit die städtischen Zubringer der Industriestraße Nord und der Industriestraße Mitte miteinander verbindet. Die Landesstraße 472 zweigt als Suthwiesenstraße in Richtung Nordwesten nach Broistedt im Norden ab.
Die Ludwig-Erhard-Straße ist vierstreifig, aber nicht kreuzungsfrei ausgebaut. Über mehrere Kreuzungen werden umliegende Dörfer und das Stadtgebiet von Lebenstedt mit dem Salzgittersee an die Straße angebunden. Am nordöstlichen Stadtrand von Lebenstedt kreuzt die Peiner Straße (Kreisstraße 10) in Richtung Lengede, Broistedt, Engelnstedt mit Gewerbegebiet und Salder die Kreisstraße 39, bevor diese nördlich des Stadtteils Engelnstedt weiter zur Anschlussstelle 17 der Bundesautobahn 39 führt. Die Auffahrt in Richtung Kassel ist nicht kreuzungsfrei ausgebaut.

### Schnellstraße Industriestraße Nord
Hinter der Auffahrt in Richtung Kassel heißt die Kreisstraße 39 Industriestraße Nord. Sie ist fortan bis zur westlichen Einfahrt des Volkswagenwerks Salzgitter kreuzungsfrei ausgebaut. Dies gilt bereits für die Autobahnauffahrt in Richtung Braunschweig. Über eine Anschlussstelle an die Kreisstraße 12 können Üfingen, Sauingen, Bleckenstedt und Hallendorf erreicht werden. Nachdem der Stichkanal Salzgitter über eine Brücke überquert wird, folgt eine weitere Anschlussstelle, durch die Groß Gleidingen, Beddingen mit Hafen, die Salzgitter AG, Wolfenbüttel und die Bundesstraße 248 über die Kreisstraße 16 erreicht werden können. An der westlichen Einfahrt des Volkswagenwerks endet der kreuzungsfreie Ausbau der Industriestraße Nord. Ein Parkplatz ist zuvor noch kreuzungsfrei aus westlicher Richtung zu erreichen. Nach der östlichen Werkseinfahrt kann der Parkplatz ebenfalls kreuzungsfrei aus östlicher Richtung erreicht werden. Kurz darauf endet die Industriestraße Nord an der Eisenhüttenstraße (L 618) die nach Thiede, Leiferde, Geitelde und zur Salzgitter AG (Hauptverwaltung) sowie zur A 39 führt.

## Ausbauzustand
Der Ausbauzustand der K 39 auf den einzelnen Abschnitten:
| Abschnitt                                                                         | Name                 | Länge  | Streifen | Trennstreifen | Kreuzungsfreiheit | Bemerkung       |
| --------------------------------------------------------------------------------- | -------------------- | ------ | -------- | ------------- | ----------------- | --------------- |
| L 472 Albert-Schweitzer-Straße – Kassel                                           | Ludwig-Erhard-Straße | 3,3 km | 4        | ja            | nein              | städtisch       |
| Kassel – nordöstlich Braunschweig                                                 | Industriestraße Nord | 0,8 km | 4        | ja            | ja                | autobahnähnlich |
| nordöstlich Braunschweig – 500 m westlich K 16 Walzwerkstraße                     | Industriestraße Nord | 2,7 km | 4        | nein          | ja                | autobahnähnlich |
| 500 m westlich K 16 Walzwerkstraße – westliche Einfahrt Volkswagenwerk Salzgitter | Industriestraße Nord | 1,4 km | 4        | ja            | ja                | autobahnähnlich |
| westliche Einfahrt Volkswagenwerk Salzgitter – L 618 Eisenhüttenstraße            | Industriestraße Nord | 0,7 km | 4        | nein          | nein              |                 |

## Einbindung in das Außerortsstraßensystem Salzgitters
Durch die Anbindung der Industriestraße Nord an weitere wichtige Verkehrsadern wie die Bundesautobahn 39 und die Eisenhüttenstraße sind auch Braunschweig und Kassel sowie die Stadtteile Thiede und Hallendorf in kurzer Zeit erreichbar.
Daneben ergänzen schließlich die Nord-Süd-Straße, die Industriestraße Mitte (Kreisstraße 30) und die Kanalstraße das vierstreifig ausgebaute überörtliche Straßensystem in Salzgitters Süden und Nordwesten.